# Засс, Андрей Андреевич
Андре́й Андре́евич Засс (нем. Gideon Heinrich von Saß; 1770—1830), российский командир эпохи наполеоновских войн, генерал-лейтенант Русской императорской армии.

## Биография
Из курляндских дворян, сын ландмаршала Гидеона Генриха фон Засса (1736—1808).
Службу начал в лейб-гвардии Конном полку, в который определен вахмистром 1 января 1787 года. В 1792 году переведен в армию ротмистром, с назначением в Киевский конно-егерский полк, с которым находился в Польше до присоединения её к России (см. Русско-польская война (1792), Восстание Костюшко, Третий раздел Речи Посполитой). В 1794 году участвовал в сражениях под Холмом, Слонимом, при штурме Пражских ретранжементов и взятии Варшавы. За отличия награждён был золотым крестом и чином секунд-майора.
В начале февраля 1797 года А. А. Засс был переведен в кирасирский Военного Ордена полк; в 1804 — 1807 гг. находился в отставке, а с началом кампании 1807 года снова поступил на службу, был определен в Псковский драгунский полк и выступил в поход в Пруссию против французов; участвовал в баталиях под Гейльсбергом и Фридландом, получив за отличия орден Святого Владимира 4 степени с бантом.

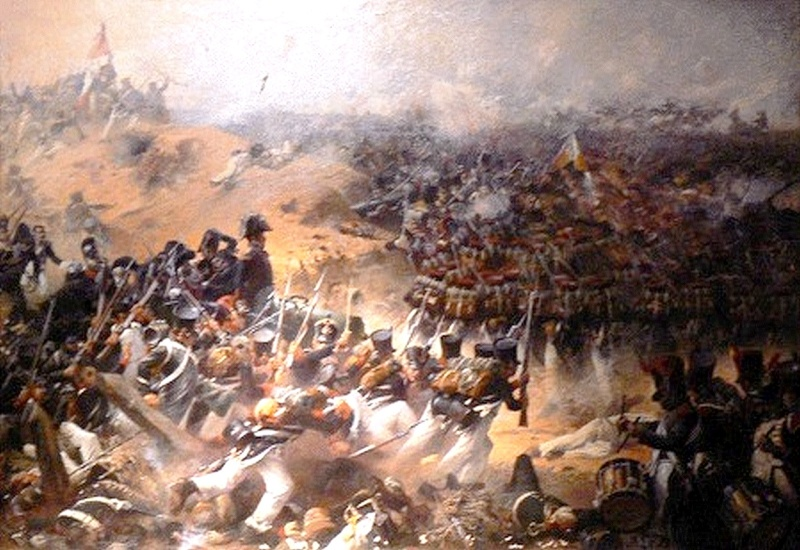
Бородинское сражение

В начале 1812 года его полк в составе 6-й бригады 2-й кавалерийской дивизии входил во 2-й резервный кавалерийский корпус 1-й Западной армии. В этом полку его и застала Отечественная война 1812 года. За отличие в Бородинском сражении Засс награждён был 23 декабря 1812 года орденом Святого Георгия 4-го класса
в воздаяние ревностной службы и отличия, оказанного в сражении против французских войск 1812 года августа 26-го при с.Бородине, где двукратно атаковал с храбростью и мужеством неприятельскую конницу и пехоту и, опрокинув оные, решил отражение неприятеля.
Получил пулевое ранение в левую руку под Можайском. По переходе Русской императорской армии за границу, командуя полком, Андрей Андреевич Засс продолжал находиться в составе действующей армии до взятия Парижа и участвовал во многих сражениях.
В августе 1813 года за боевые отличия был пожалован в генерал-майоры; в сентябре 1814 года назначен командиром 2-й бригады 2-й кирасирской дивизии. При вторичном походе за Рейн, по случаю прибытия в Париж Наполеона с острова Эльбы, вновь дошел до столицы Франции и присутствовал на знаменитом смотре при Вертю.
По окончании Наполеоновских войн до 1820 года продолжал командовать бригадой, а потом получил под своё начальство 1-ю конно-егерскую дивизию. В генерал-лейтенанты он был произведен в 1826 году. 2-й кирасирской дивизией командовал с 19 декабря 1827 года.
В начале 1830 года Андрей Андреевич Засс был направлен с дивизией в Польшу, где заболел холерой и 16 января скончался.